# 小畑拓也
小畑 拓也（おばた たくや、1997年12月11日 - ）は、ジャパンラグビーリーグワン三重ホンダヒートに2023-24シーズンまで所属していたラグビー選手。

## プロフィール
- 京都府出身[1]。
- ポジションはスクラムハーフ(SH)。
- 身長 163 cm、体重 70 kg

## 略歴
2016年、京都外大西高校卒業後、天理大学に入る。
2020年、天理大学卒業後、Honda Heat(現・三重ホンダヒート)に加入。
2022年2月20日に行われたJAPAN RUGBY LEAGUE ONE第5節スカイアクティブズ広島戦にて途中出場で公式戦初出場を果たした。
2024年5月、三重ホンダーヒートを退団。